# دستور الليبرالية الدولية
هذا هو الدستور بعد تعديله والتصديق عليه أثناء انعقاد مؤتمر الليبرالية الدولية في مدينة صوفيا في مايو 2005. إنه الوثيقة المنظمة بشكل رسمي التفاعل الدولي للأممية الليبرالية.

## الأهداف
1. تتشكل الليبرالية الدولية اتحاداً من الأحزاب والجماعات والمنظمات والأفراد المتعاونة من دول العالم ممن يدعمون المبادئ الليبرالية ويقبلون بيان أكسفورد سنة 1947 والإعلان الليبرالي في أكسفورد 1967، والنداء الليبرالي في روما 1981، وهي التي يشار إليها لاحقاً باسم مستندات الليبرالية الدولية.
2. يتمثل الغرض في كسب القبول العام للمبادئ الليبرالية التي تتسم بصبغة دولية في طبيعتها بجميع أنحاء العالم، وفي تعزيز نمو المجتمع الحر القائم علي الحرية الشخصية، والمسئولية الشخصية، والعدالة الاجتماعية، مع توفير وسائل التعاون وتبادل المعلومات بين المنظمات الأعضاء وبين رجال ونساء الدول التي تقبل هذه المبادئ.

## التنظيم
3. يشكل ما يلي الكيانات التنفيذية للأممية الليبرالية:
- المؤتمر العام.
- اللجنة التنفيذية.
- هيئة المكتب.

## العضوية

### المنظمة العضو
4. تُفتح العضوية أمام الأحزاب السياسية القومية التي تقبل المستندات الأساسية للأممية الليبرالية. كما تُفتح العضوية أمام المنظمات الدولية المعترف بها المكونة من أعضاء البرلمان الليبراليين، ومنظمات الشباب الليبرالية، والمنظمات النسائية الدولية التي تقبل المستندات الأساسية. وتحت ظروف خاصة يمكن منح العضوية إلي جماعات لا تمثل أحزاباً سياسية، شريطة قبولها المستندات الأساسية، غير أن الحزب السياسي الذي يتوقف عمله بصفته حزب سياسي ويتحول إلي جماعة/ مجموعة عليه إعادة تقديم أوراق طلب العضوية.

## المؤتمر العام
16. يمثل المؤتمر العام الكيان التشريعي الأساسي للمنظمة وله سلطة توجيه السياسات التي تنتهجها المنظمة.
17. ينعقد المؤتمر العام مرة واحدة على الأقل كل سنتين.
18. يتكون المؤتمر العام مما يلي:
أ. المسئولون، وهم:
- رئيس أو رؤساء الشرف.
- الرئيس.
- الرئيس بالإنابة.
- الرئيس السابق مباشرة.
- نواب الرئيس.
- ما لا يزيد عن أميني الصندوق.

يحق لكل حزب أو منظمة أو منظمة متعاونة من الأعضاء ترشيح نائب رئيس.
ب. عدد من المندوبين الذين يحق لهم التصويت يعادل عدد الأصوات التي ترشحها كل منظمة من المنظمات الأعضاء كحد أقصي.